# Caro Island
Caro Island ist eine Insel vor der Ingrid-Christensen-Küste des ostantarktischen Prinzessin-Elisabeth-Lands. Sie gehört zu den Rauer-Inseln und liegt nordöstlich von Hornsby Island.
Australische Wissenschaftler benannten sie 2012 nach dem Physiker David Edmund Caro (1922–2011), der wichtige Denkanstöße für das australische Antarktisprogramm gab.